# Óscar Velasco Martín
Óscar Velasco Martin (* 16. Dezember 1973 in Segovia) ist ein spanischer Koch, dessen Restaurant mit zwei Michelin-Sternen ausgezeichnet wurde.

## Werdegang
Óscar Velasco Martin wurde an der Hotelschule Angel del Alcázar in Segovia ausgebildet. 1996 begann er in der Küche des Restaurants Zalacaín (ein Michelin-Stern). 1997 arbeitete er im Restaurant Martín Berasategui (drei Michelin-Sterne) in Lasarte-Oria.
Von 1998 bis 2001 arbeitete er in Sant Celoni als Souschef bei Santi Santamaria im Restaurant Can Fabes (drei Michelin-Sterne).
Von 2001 bis 2020 war er Küchenchef im Restaurant Santceloni in Madrid, das 2001 mit einem und seit 2004 mit zwei Michelin-Sternen ausgezeichnet wird. Der Name des Restaurants nimmt Bezug auf den Ort Sant Celoni seiner vorherigen Tätigkeit.
Seit 2021 ist er Küchenchef des Hotels Finca Serena auf Mallorca.

## Auszeichnungen
- Seit 2004: zwei Michelin-Sterne[5]

## Veröffentlichungen
- Óscar Velasco: La Evolución sencilla (Grandes restaurantes)., Planeta Gastro Oktober 2017, ISBN 978-8408170808 (spanisch, Übersetzung des Titels: Die einfache Evolution).